# Liste der Einträge im National Register of Historic Places im Collingsworth County
Die Liste der Registered Historic Places im Collingsworth County führt alle Bauwerke und historischen Stätten im texanischen Collingsworth County auf, die in das National Register of Historic Places aufgenommen wurden.

## Aktuelle Einträge
| Lfd. Nr. | Name im NRHP                                   | Bild | Datum der Eintragung | Adresse/Lage                          | Ort        | NRHP-ID | Beschreibung |
| -------- | ---------------------------------------------- | ---- | -------------------- | ------------------------------------- | ---------- | ------- | ------------ |
| 1        | US 83 Bridge at the Salt Fork of the Red River |      | 10. Okt. 1996        | US 83, 16 mi. S of Wheeler Cnty. line | Wellington |         |              |